# Mauro Minniti
Mauro Minniti (* 16. August 1963 in Foligno, Umbrien) ist ein italienischer Politiker.

## Leben
Minniti wurde 1977 zum ersten Mal politisch aktiv, als er sich in die Jugendorganisation des Movimento Sociale Italiano, die Fronte della Gioventù, einschrieb. 1989 wurde der in Meran wohnhafte Politiker auf der MSI-Parteiliste in den Bozner Gemeinderat gewählt. 1994 ersetzte er im Südtiroler Landtag und im Regionalrat Trentino-Südtirol Pietro Mitolo, nachdem dieser in die italienische Abgeordnetenkammer in Rom gewählt worden war. 1995 unterstützte der als eher moderat geltende Minniti die Wende von Fiuggi, die der Startpunkt der Umwandlung des neofaschistischen Movimento Sociale Italiano in die nationalkonservative Alleanza Nazionale (AN) war. 1998, 2003 und 2008 gelang ihm jeweils die Wiederwahl. Von 2008 bis 2011 amtierte Minniti – Fraktionsvorsitzender seiner Partei sowohl im Landtag als auch im Regionalrat – als Vizepräsident des Landtags, 2009 wurde er nach der Auflösung der AN Mitglied des Popolo della Libertà. Am 18. Mai 2011 löste er gemäß dem Rotationsprinzip zur Halbzeit der Legislaturperiode Julia Unterberger im Amt des Landtagspräsidenten ab, trat jedoch am 31. Dezember 2012 vom selben zurück, um sich dem Aufbau einer lokalen Sektion der Partei La Destra zu widmen. Bei den Landtagswahlen 2013 konnte Minniti als Spitzenkandidat seiner Partei mit 0,6 % der Stimmen kein Mandat mehr erringen und schied aus dem Landtag aus.

## Publikationen
- Prove di Golpe (bianco) in Alto Adige, Bozen 2000
- Il concetto ed il progetto, Bozen 2006
- Foibe: La congiura dal silenzio, il richiamo delle vittime, Bozen 2007
- Martiri invisibili. Gli anni del terrorismo in Alto Adige, Bozen 2007